# Seyi Olofinjana
Oluwaseyi George Olofinjana (Lagos, 30 giugno 1980) è un ex calciatore nigeriano, di ruolo centrocampista.

## Carriera

### Club
Olofinjana ha iniziato la carriera nel Crown Ogbomoso, prima di trasferirsi al Kwara United, nella Nigerian Premier League.
Il centrocampista si è poi trasferito al Brann, in Norvegia, dove è rimasto per un anno, prima di andare a giocare in Inghilterra, al Wolverhampton Wanderers.
È arrivato subito dopo la retrocessione della squadra, in cambio di 1,7 milioni di sterline, nel luglio 2004. Su di lui, c'erano anche Monaco, Auxerre, Rosenborg e Copenhagen.
È stato subito considerato un titolare, al Molineux Stadium, nonostante abbia faticato parecchio nelle sue prestazioni. Un infortunio nell'autunno 2005, poi, lo ha tenuto fuori per tutta la stagione.
È tornato alla ribalta nel 2006-2007, quando ha riscoperto anche la sua vena realizzativa e ha siglato reti importanti per la squadra. Nel campionato successivo, ha segnato il primo gol stagionale per la sua squadra, in gare ufficiali.
A giugno 2008, dopo che il Wolverhampton ha fallito l'accesso ai play-off, è stato confermato che il club avrebbe valutato le offerte di trasferimento per il calciatore, che nonostante avesse rinnovato il contratto per quattro anni pochi mesi prima, aveva una clausola di rilascio, che è stata attivata. Il 26 luglio 2008, è stato confermato il suo trasferimento allo Stoke City, in cambio di 3 milioni di sterline. Il 1º agosto ha ottenuto il permesso di lavoro e ha firmato un quadriennale.
Il 6 agosto 2009 passa all'Hull City per 4 milioni di euro, firmando un contratto quadriennle. Al termine del campionato 2012-2013, il suo contratto giunge alla scadenza.
Svincolato, l'8 agosto 2014 viene ingaggiato dallo Start. A fine stagione fa scadere il suo contratto e si ritira dal calcio giocato.

### Nazionale
Il debutto nella nazionale nigeriana è arrivato in una sfida contro il Malawi, vinta 3 a 2, il 6 giugno 2000. Ha partecipato alla Coppa delle nazioni africane 2004 e all'edizione del 2008. Ha saltato quella del 2006 per infortunio.